# Beauvoir-de-Marc
Beauvoir-de-Marc è un comune francese di 1 047 abitanti situato nel dipartimento dell'Isère della regione dell'Alvernia-Rodano-Alpi.

## Società

### Evoluzione demografica
Abitanti censiti